# هاتشا كندي (غربي أردبيل)
هاتشا کندي (بالفارسية: هاچاکندی) هي منطقة سكنية تقع في إيران في قسم الغربي الريفي.